# 斯圖加特大都市區

斯圖加特大都市區

斯圖加特大都市區（Stuttgart Metropolitan Region）是德國的11個大都市區之一，包括斯圖加特、海布隆、蒂賓根、羅伊特林根等城市。斯圖加特大都市區位於巴登-符騰堡州境內，有人口約530萬人，面積約1.5萬平方公里。
48°46′N 9°10′E / 48.767°N 9.167°E